# Монтеррубіо (Сеговія)
Монтеррубіо (ісп. Monterrubio) — муніципалітет в Іспанії, у складі автономної спільноти Кастилія-і-Леон, у провінції Сеговія. Населення — 69 осіб (2010).
Муніципалітет розташований на відстані близько 75 км на північний захід від Мадрида, 22 км на південний захід від Сеговії.

## Демографія
Динаміка населення (INE ):

## Галерея зображень

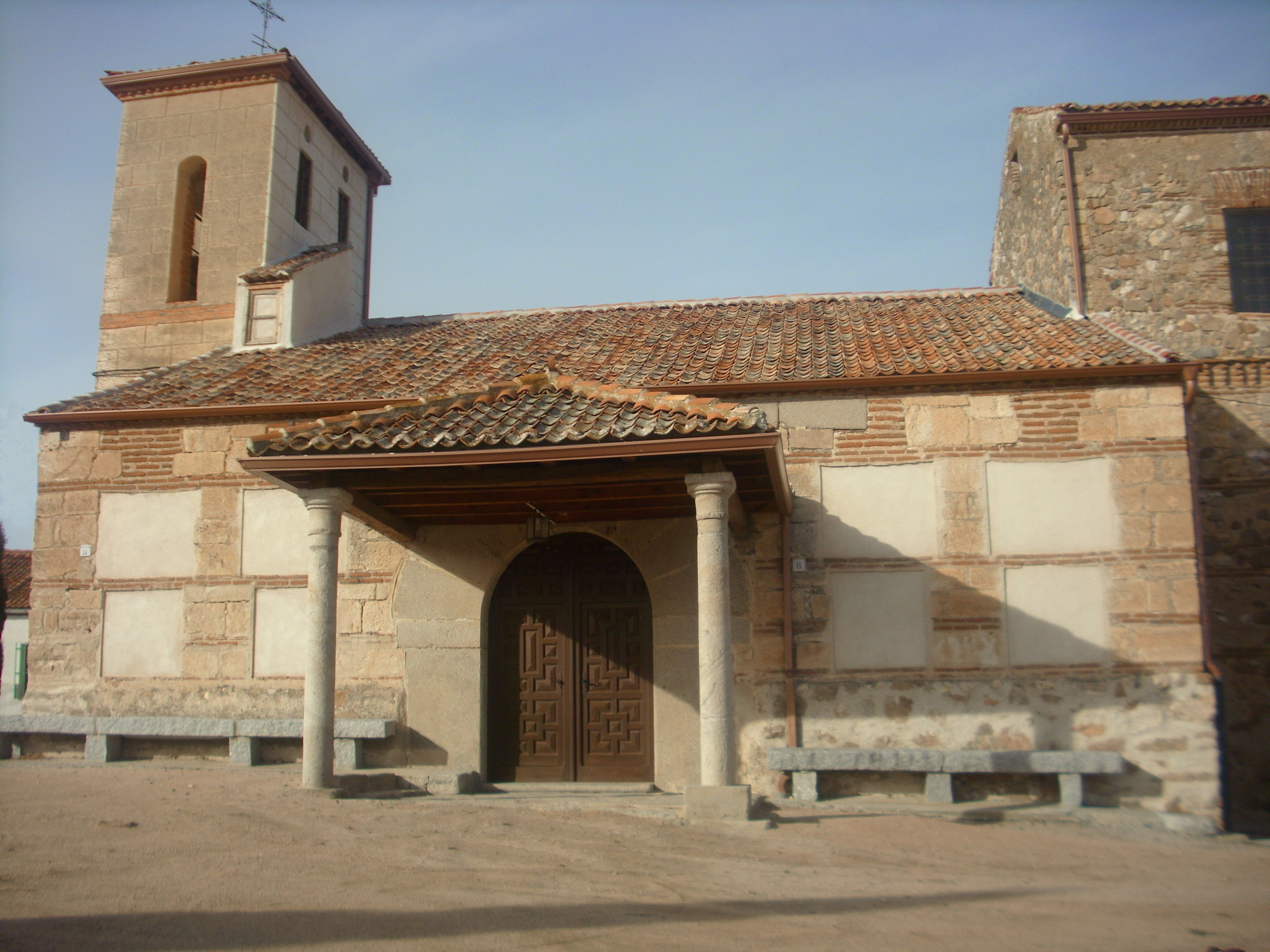
Парафіяльна церква Монтеррубіо